# Georg Martin Betz
Georg Martin Betz (* 28. März 1810 in Schelklingen; † nach 1848) war württembergischer Verwaltungsaktuar, Ratsschreiber und Stadtschultheiß in Schelklingen von Dezember 1835 bis Ende Juli 1847, anschließend „Königlicher Amtsnotar“ in Bad Schussenried und danach in Weingarten.

## Herkunft
Georg Martin Betz wurde in Schelklingen als Sohn des Buchbinders Joseph Anton Betz und dessen Ehefrau Johanna geb. Ruesch geboren und katholisch getauft.

## Ausbildung und Beruf
Anlässlich der Einberufung des Stadtschultheißen und Ratsschreibers Johann Baptist Bauer zur Ständeversammlung als Abgeordneter des Oberamts Wiblingen wird Betz am 5. Januar 1833 zum Ratsschreibereiverweser bestellt. Vorher war er durch die Königliche Kreisregierung in Ulm examiniert worden und erhielt das Zeugnis dritter Klasse. Am 9. Oktober 1833 war Betz Ratsschreiberei- und Verwaltungs-Aktuariatsverweser. Am 13. Juni 1834 will er als Notariatsgehilfe um die Zulassung zur Prüfung für Notariatsstellen bitten. Am 23. Oktober 1835 wurde er, bisheriger Notariats- und Stadtschultheißenamts-Assistent, wegen des Weggangs des Stadtschultheißen Johann Baptist Bauer nach Langenburg zum Amtsverweser für das Stadtschultheißenamt und die Ratsschreiberei aufgestellt. Am 18. Dezember 1835 schließlich wurde er zum Stadtschultheiß gewählt, am 1. Januar 1836 von der Kreisregierung bestätigt und am 18. Januar 1836 vereidigt. Schließlich wurde er am 18. Januar 1836 in Nachfolge des Stadtschultheißen Johann Baptist Bauer auch zum Verwaltungsaktuar ernannt. Durch seine Wahl zum Stadtschultheißen erhielt Betz im Dezember 1835 das Bürgerrecht seiner Heimatstadt und trat durch seine Verheiratung am 27. Juni 1837 ins aktive Bürgerrecht ein.

## Wichtige Aktivitäten als Stadtschultheiß
Betz war Stadtschultheiß in Schelklingen von Dezember 1835 bis Ende Juli 1847 und Verwaltungsaktuar von 1835 bis 1848. 1853 gab Betz Rechenschaft über seine Tätigkeit als Stadtschultheiß in dem Begleitschreiben zur Armenbrotrechnung der großen Fruchtteuerung von 1847‒1848, welche er 1853 stellte.
Hierin führt er aus:
„Ich bin bekanntlich ein geborener Schelklinger, war bei dem frühern sehr tüchtigen Stadtschultheißen und Verwaltungsaktuar Bauer vom Jahr 1826 bis 1835 Gehülfe und übernahm von diesem, als er im Jahr 1835 als Gerichtsnotar nach Langenburg kam, das Stadtschultheißenamt und das Verwaltungsaktuariat, welch Ersteres ich bis 1847 und Letzeres bis ich hieher kam, 1848 – bekleidete. Ich war also 9 Jahre Gehülfe und 12 Jahre Stadtschultheiß in Schelklingen und glaube, mir die nötige Kenntnisse und so viele Erfahrung gesammelt zu haben, daß mir die Zustände und Bedürfnisse im Allgemeinen und im Einzelnen genau bekannt waren.
Die Polizei habe ich mit Gewissenhaftigkeit gehandhabt, was meine Amtsprotokolle und die oberamtliche Ruggerichte beurkunden. In administrativer Beziehung berufe ich mich auf die Stadt- und Stiftungs-Pfleg-Rechnungen und hebe hervor: daß unter meiner Amtsführung mit großen Kosten die segenreiche Aachthals-Entwässerung vollzogen, das neue Schulhaus erbaut, eine neue Strasse nach Ringingen angelegt, eine neue Orgel erbaut, eine bedeutende RathausbauVeränderung vorgenommen, neue Fahrfeuerspritze, mehrere Wasserufer mit Bäumen bepflanzt, viele Morgen nuzlose Ödungen zu Wald kultivirt und mehrere Morgen Felder zu Sozenhausen angekauft und das SchafweideRecht von Urspring erworben wurde, ohne daß sich die Gemeindeschuld merklich vermehrt hat oder ein unerschwinglicher Stadtschaden hatte umgelegt werden müssen.“
Verbesserung der Viehzucht. Die Beschreibung des Oberamts Blaubeuren von 1830 sagt, dass Schelklingen noch gänzliche Weidewirtschaft mit Rindvieh besitze, während in den meisten anderen Orten des Oberamts bereits völlige oder teilweise Stallfütterung stattfinde. Seit 1837 gab es Bestrebungen zur Umstellung auf Stallfütterung des Rindviehs und Verbesserung der Rindviehzucht durch bessere Regelung der Haltung von Zuchtstieren. Im selben Jahr wurde auch ein Rindviehschaugericht eingeführt. Bekanntlich wurde im Königreich Württemberg bereits 1818 das Landwirtschaftliche Hauptfest auf dem Cannstatter Wasen eingeführt, welches alle vier Jahre stattfand, und auch eine landwirtschaftliche Leistungsschau im Programm hatte. In die 1830er Jahre fällt auch die Gründung eines landwirtschaftlichen Bezirksvereins Blaubeuren, wo ebenfalls Leistungsschauen der Viehzüchter des Amtsbezirks abgehalten wurden.
Güterpacht und -kauf. Da der Besitz an landwirtschaftlich nutzbarem Grund und Boden der Schelklinger Einwohner begrenzt war durch den Besitz mehrerer Grundherren auf Schelklinger Markung (Domäne Urspring, Graf Schenk von Castell) war die Stadt an einer Erweiterung ihres Grundbesitzes interessiert. 1837 beantragte die Stadt beim Staat den Kauf der Güter der Domäne Urspring, soweit sie auf Schelklinger Markung lagen; dieses Gesuch wurde vom Staat abgelehnt, dagegen die Anpachtung der Güter gestattet. Die Anpachtung der Urspringer Güter erfolgte im Juli 1838 für den Preis von 872 fl. Während der Güterkauf vom Staat abgelehnt wurde, konnte die Schafweide auf der Urspringer Markung durch die Gemeinden Schelklingen, Hausen o.U., Schmiechen und den Hofgutsbesitzer zu Muschenwang vom Staat um 2700 fl angekauft werden.
Flurverbesserung. Ab 1837 wurde mit der Wiederaufforstung der durch die Stallfütterung des Rindviehs frei gewordenen Waldweiden und Heiden begonnen. Die Rekultivierung waldloser Öden sollte sich über mehrere Jahrzehnte hinstrecken.
Aachtalentwässerung. In Betzʼ Dienstzeit fällt die Fertigstellung der „segenreichen“ (so Betz in seinem Rechenschaftsbericht vom 29. März 1853) Aachtalentwässerung am 11. Dezember 1837, welche zehn Jahre vorher am 5. März 1827 begonnen worden war. Am 29. Mai 1837 beschloss der Stadtrat, eine Kommission unter der Führung des Stadtschultheißen Betz nach Blaubeuren abzusenden, um dem Oberamtmann des Oberamts Blaubeuren Karl Heinrich Drescher (im Amt von 1811 bis 1838) (* 1783–?), den Dank der Stadt Schelklingen für des Letzteren wohlwollende Förderung der Achtalentwässerung abzustatten. Die Aachtalentwässerung wurde durch Stadtschultheiß Scheitenberger am 15. Januar 1865 folgendermaßen bewertet: „Es ist allseitig anerkannt, dass die Entwässerung des Aachtals zu den besten und erfolgreichsten Unternehmungen, die je gemacht worden sind, gehört, vorher war der größere Teil versumpftes Land, unfruchtbar und ungesund, an diese Stellen sind jetzt fruchtbare Länder und Wiesen getreten, (…)“.
Güterbucherstellung. Eine umfangreiche Aufgabe war die Anlegung eines neuen Güterbuchs für Schelklingen in den Jahren 1838‒1839, wodurch die Grundbesitzverhältnisse in Zusammenhang mit der grundlegenden württembergischen Landesvermessung (1818‒1840) erstmals geordnet dargestellt werden konnten. Betz betrachtete sich als geeignet und erbot sich, die Herstellung eines neuen Güterbuchs zu übernehmen, „da er von Schelklingen gebürtig sei und schon seit mehr als 11 Jahren [also seit 1827] mit den hiesigen alten Güterbüchern und sonstigen Steuerakten umgehe“ (Ratsprotokoll Schelklingen vom 7. März 1838). Bereits im Jahr 1832, und vor seiner Zeit als Stadtschultheiß von Schelklingen, hatte er das Güterbuch von Schmiechen angelegt.
Im Straßenbau wurde im Jahre 1838 die Straßenführung innerhalb und außerhalb der Stadt verbessert. Ein großes Projekt war ab 1839 die „chauseemäßige“ Herstellung des Wegs von Schelklingen und Schmiechen gegen Ringingen und Oberdischingen, der heutigen Landesstraße 240.
Schulhausbau. Die steigende Bevölkerung und damit auch die Schülerzahlen ließen das alte Schulhaus, welches hinter der Stadtpfarrkirche Herz-Jesu stand, zu klein werden; dasselbe sollte verbessert werden bzw. ein neues Schulhaus gebaut werden. Die Stadt entschied sich wegen der Kosten auf eine Verbesserung in 1839 und für den Ankauf eines Nachbarhauses als Erweiterung des alten Schulhauses. Es stellte sich aber doch als notwendig heraus, 1842 ein ganz neues Schulhaus am Waltherbrunnen, heute Nebengebäude des Rathauses Schelklingen, zu erbauen.
Ende Juli 1847 trat Betz von seinen Ämtern als Schelklinger Stadtschultheiß und 1848 als Verwaltungsaktuar zurück und wurde Königlicher Amtsnotar in Schussenried und zuletzt in Weingarten.

## Familie
Betz heiratete in Schelklingen am 27. Juni 1837 Ludmilla von Seida aus Augsburg, Tochter des verstorbenen Königlich Bayerischen Regierungsrats Freiherr Franz Eugen von Seida und Landensberg (1772–1826). Betz lernte seine Ehefrau in Schelklingen kennen, da dieselbe sich mehrere Jahre in der Familie des Stadtschultheißen Johann Baptist Bauer (im Amt 1826–1836) aufhielt. In Schelklingen wurden die beiden Kinder Joseph Eugen (* 16. März 1838, Kommunion 1851) und Agnes (* 4. November 1839) geboren. Dem zehn Jahre alten Sohn Eugen wurde am 18. September 1848 das Bürgerrecht in Schelklingen zugesichert.
Betz erbaute sich 1846 oder kurz vorher ein Wohnhaus im Stadtgraben bei dem ehemaligen Vorderen Tor (Marktstraße 22). Nach seinem Wegzug wurde das Gebäude 1851 an den Wundarzt und Stadtrat Georg Pflaum verkauft. Das Gebäude ist nicht erhalten und musste in den 1970er Jahren einem Supermarkt weichen. Heute steht an dessen Stelle das Schelklinger Seniorenzentrum.